# Dichagyris nachadira
Dichagyris nachadira is een vlinder uit de familie uilen (Noctuidae). De wetenschappelijke naam is voor het eerst geldig gepubliceerd in 1941 door Brandt.
De soort komt voor in Europa.